# Carl Wollek
Carl Wollek, también Karl Wollek y Karel Volek, nacido el 31 de octubre de 1862 en Brno y fallecido el 3 de septiembre de 1936 en Viena , fue un escultor austríaco.

## Datos biográficos

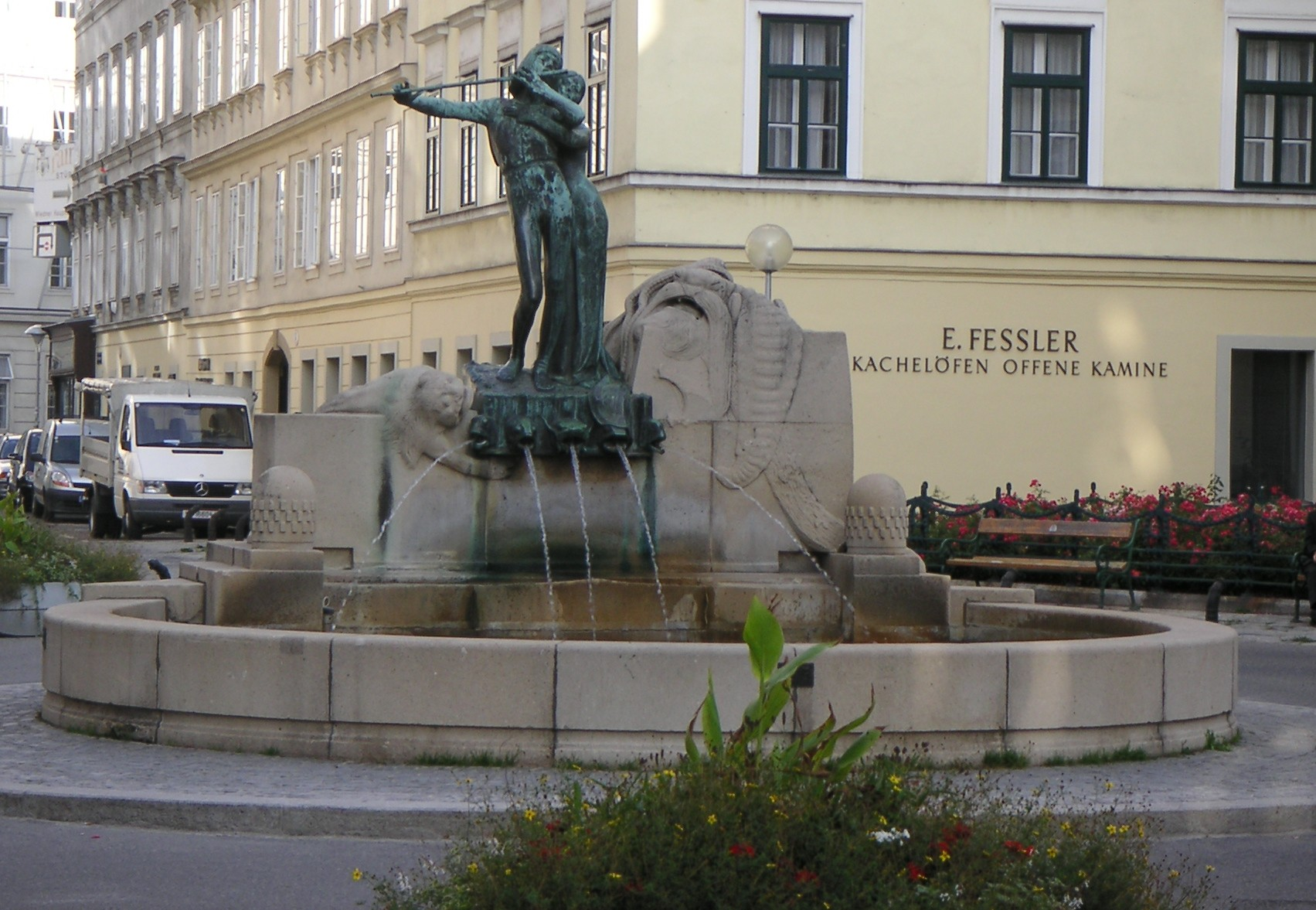
Fuente de Mozart.

Wollek completó un año de estudios en la Escuela de Artes Aplicadas de Viena y luego se fue a Múnich para continuar su formación en la Academia de Bellas Artes de Múnich de Eberle. Trabajó en la decoración del edificio del Reichstag en Berlín y luego viajó con una beca a Italia, Bélgica y Francia . Para la Casa Alemana en Brno, creó cuatro grandes figuras de tamaño natural. Fue posteriormente muy activo en Viena y Brno, haciendo retratos de personajes, monumentos funerarios, bustos, etc. dentro del estilo neobarroco imperante en el periodo de la revolución industrial centroeuropea conocido como Gründerzeit, gusto que fue evolucionando hacia formas más simples. . En 1911 recibió el Premio del Emperador por su (actualmente desaparecido) gran estatua de Wieland der Schmied en la academia de Wiener Neustadt.
En 1953, en el barrio de Donaustadt en Viena, 22º Distrito, se le dio su nombre a una calle: Wollekweg . 

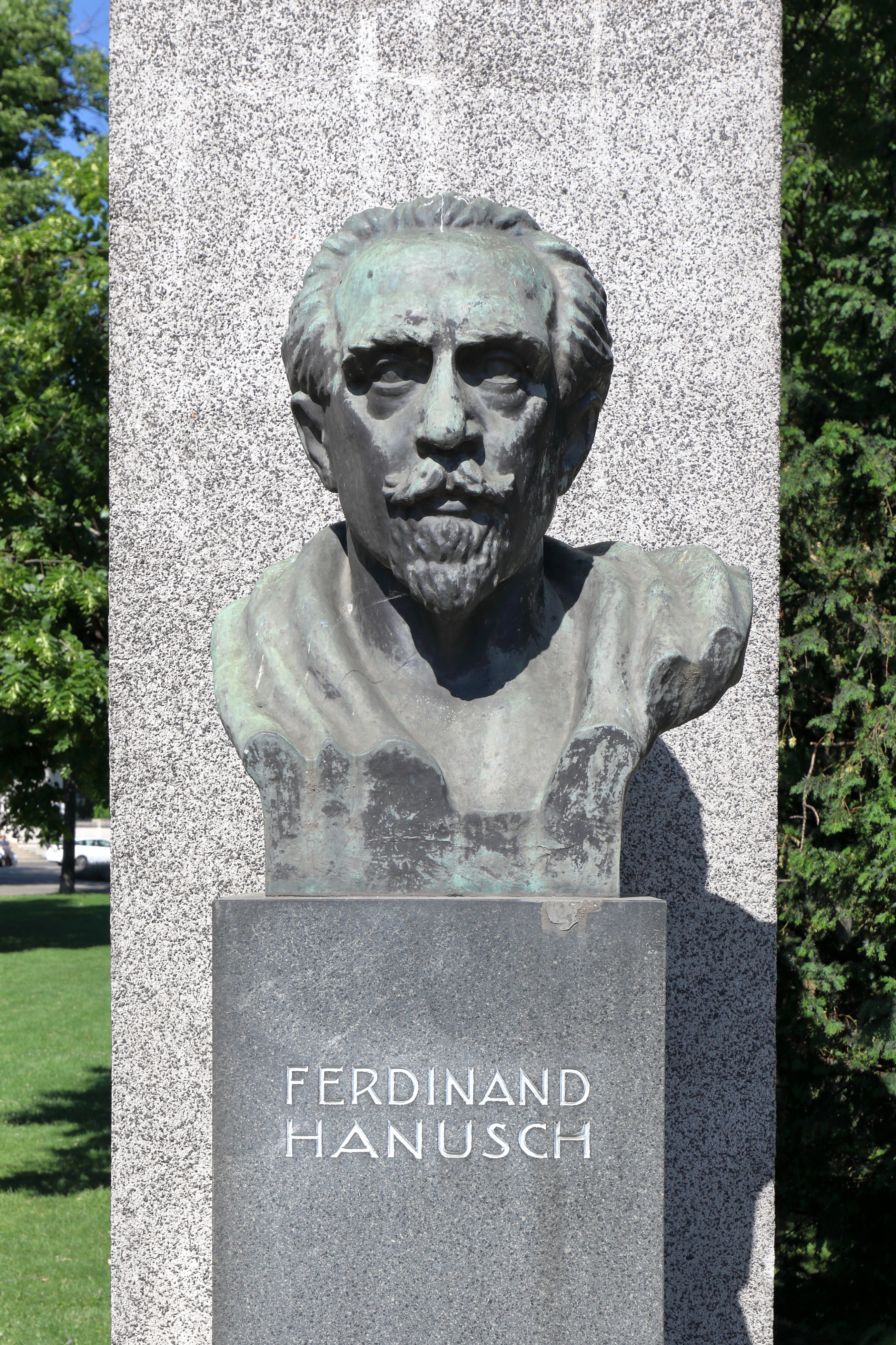
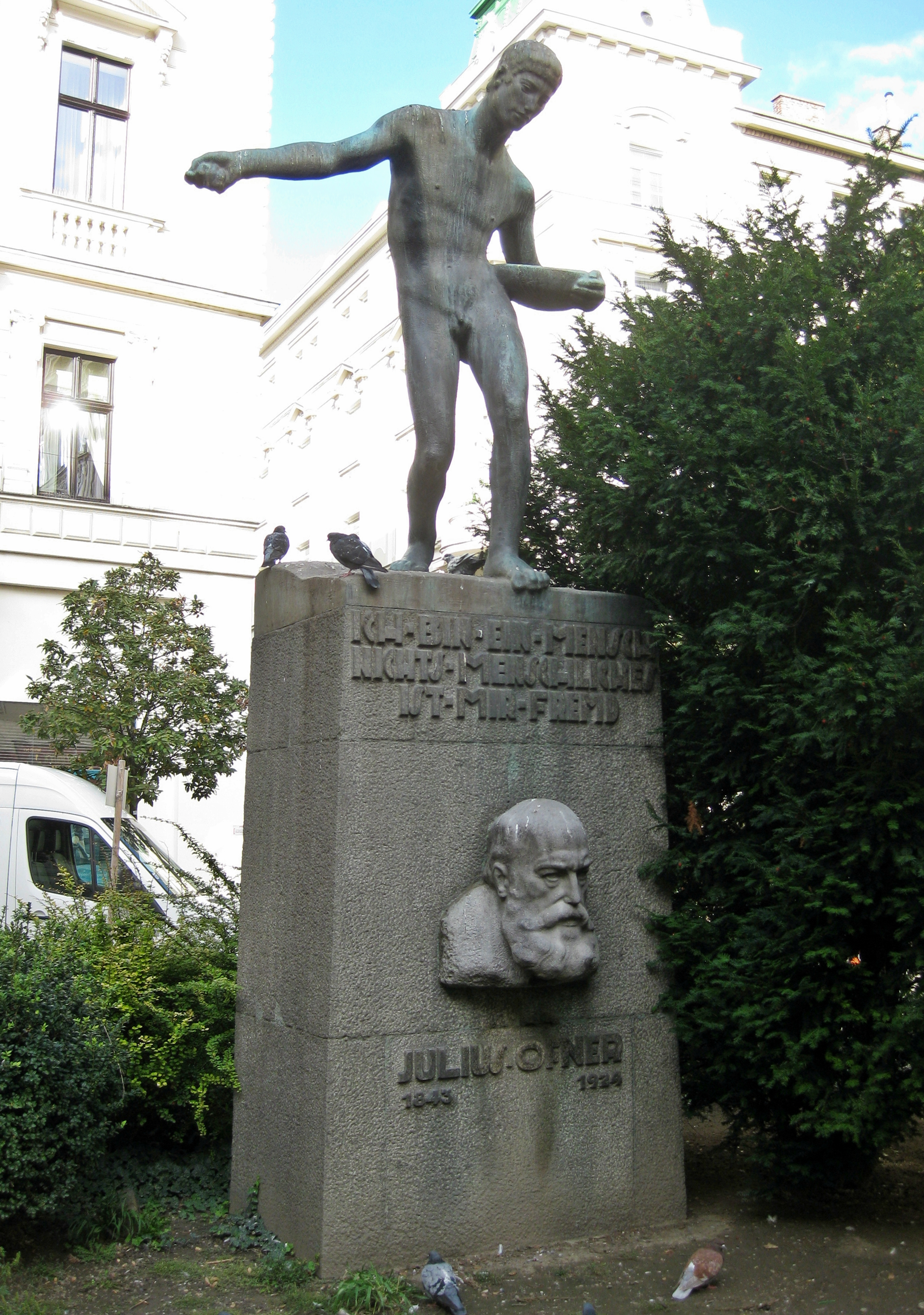
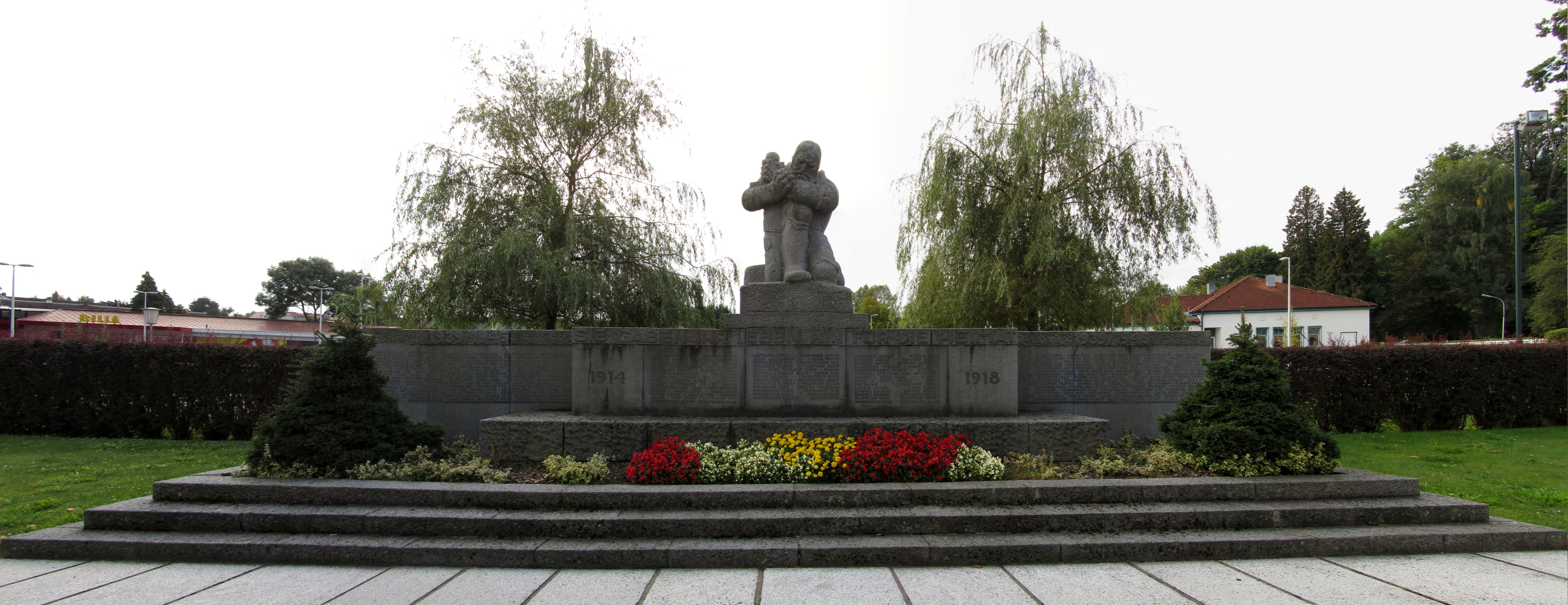
Monumento Krieger
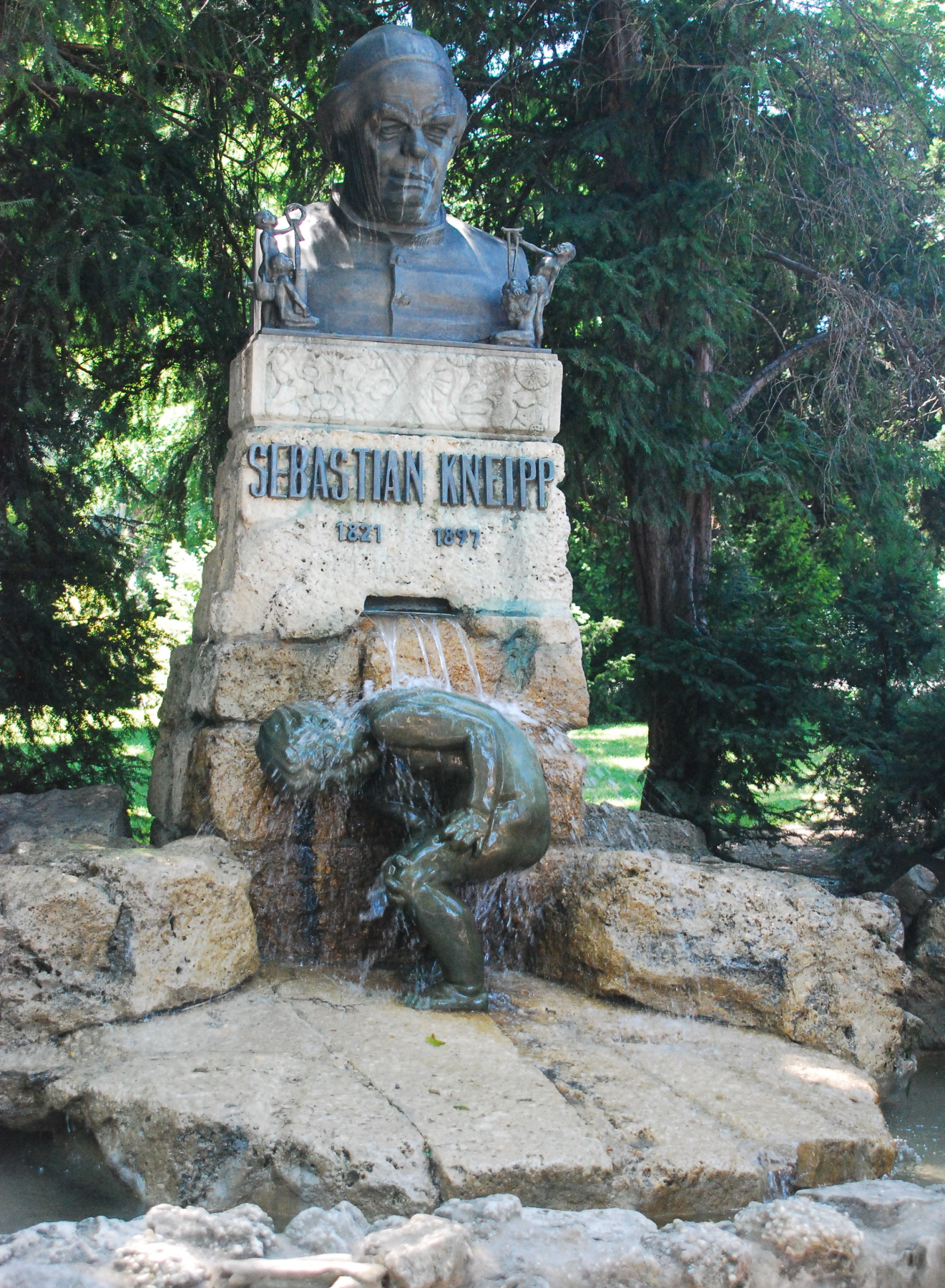
Fuente de Sebastian Kneipp
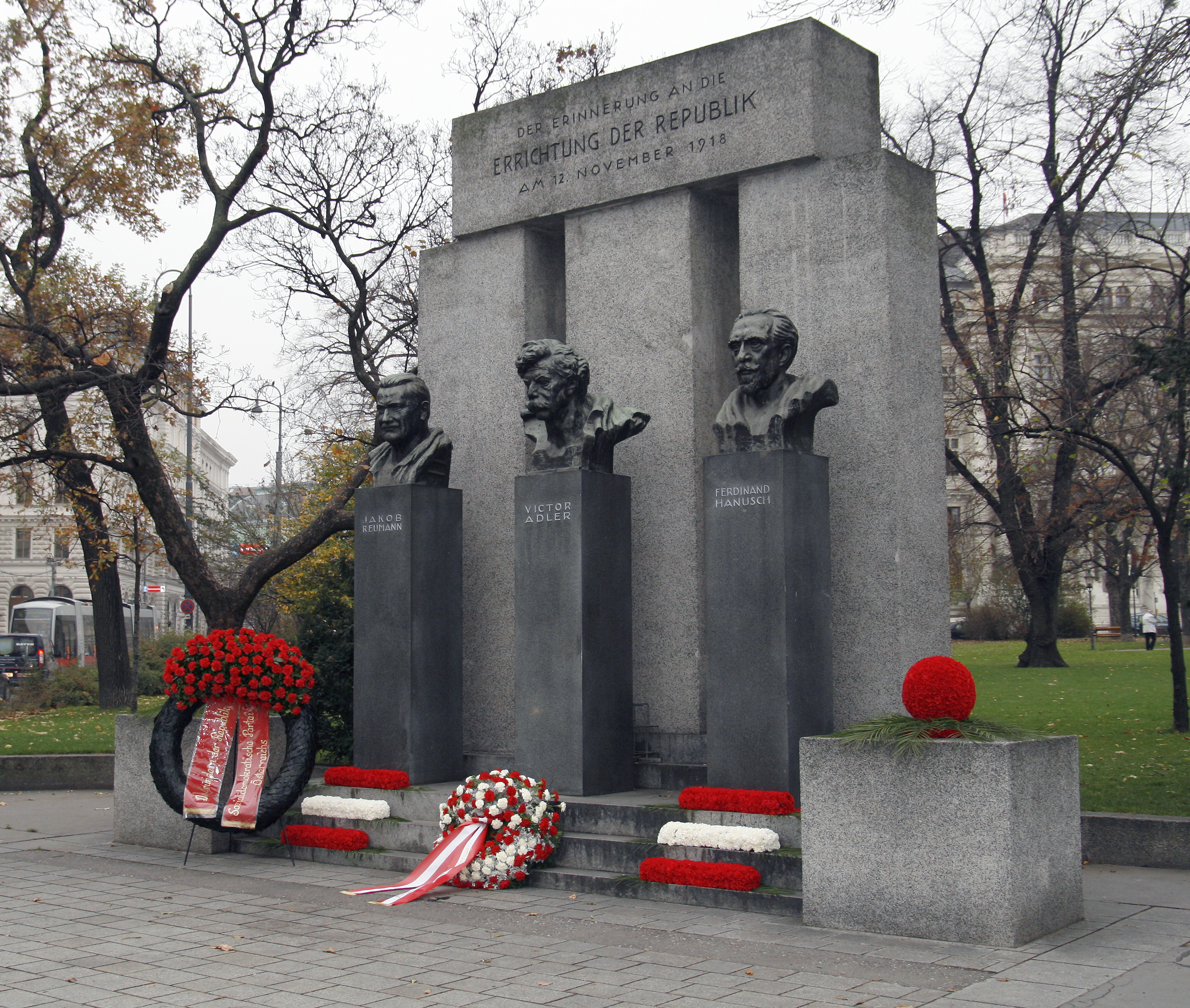
Monumento de la República